# Mellody Hobson
Mellody Hobson (3 de abril de 1969) es una mujer de negocios estadounidense que funge como co directora ejecutiva de Ariel Investments, así como presidenta de Starbucks Corporation. Antes era presidenta de DreamWorks Animation, habiendo dejado el cargo tras negociar la adquisición de DreamWorks Animation SKG, Inc. por parte de NBCUniversal en agosto de 2016. En 2017, se convirtió en la primera mujer afroamericana en encabezar el Economic Club of Chicago. Asimismo, ha sido nombrada para dirigir el consejo directivo de Starbucks en 2021, lo que la vuelve una de las directoras corporativas de más alto perfil en los Estados Unidos.
En 2020, figuraba en el puesto 94.º de la lista Forbes de las 100 mujeres más poderosas del mundo. El 26 de diciembre de 2020, se anunció su elección como presidenta de Starbucks Corp., volviéndose así la primera mujer negra en una posición de presidencia no ejecutiva de una empresa del índice S&P 500.

## Primeros años
Hobson es una mujer afroamericana nacida en Chicago (Illinois). Estudió en la secundaria St. Ignatius College Prep, y posteriormente asistió a la Universidad de Princeton. Se graduó en 1991 con un bachelor of arts de la Escuela de Asuntos Públicos e Internacionales Woodrow Wilson de Princeton (Woodrow Wilson School of Public and International Affairs).

## Carrera
Poco después de su graduación de Princeton, Hobson se unió a Ariel Investments, LLC como interna y ascendió hasta ser nombrada vicepresidenta mayor y directora de marketing. En el 2000 llegó a ser presidenta.
Hobson es también presidenta del consejo directivo de Ariel Mutual Funds y la presidenta de DreamWorks Animation SKG, Inc. Es una colaboradora regular en asuntos financieros en el programa televisivo Buenos días, América, de la cadena ABC, y también es portavoz para la encuesta anual Ariel/Schwab Black Investor.
Hobson trabaja en el cuadro directivo de muchas organizaciones, incluyendo la Biblioteca pública de Chicago, el Museo Field de Historia Natural, el Fondo de Educación Pública de Chicago y el Instituto Sundance. Es también la directora de la corporación Starbucks, de la compañía Estée Lauder Inc., de Dreamworks Animation y Groupon. Hobson ha sido aclamada en selecciones como "20 Leaders of the Future" ("20 líderes del futuro") por la revista Ebony (1992), "20 Under 30" ("20 personas de menos de 30 años") por la revista Working Women (1992), "Global Leaders of Tomorrow" ("Líderes globales del mañana") por el Foro Económico Mundial (2001), "America's Best and Brightest" ("Los mejores y más brillantes estadounidenses") por Esquire (2002) y "Women to Watch" ("Mujeres a observar") por el The Wall Street Journal (2004).
Hobson creó y presentó un espectáculo en ABC el 29 de mayo de 2009, llamado Unbroke: What You Need to Know About Money, presentando celebridades como los Jonas Brothers, Óscar el Gruñón y Samuel L. Jackson, entre otros.

## Vida personal
La menor de seis hermanos, se crio sin padre. Su madre Dorothy trabajaba en una inmobiliaria pequeña, pero no tenía “el corazón suficientemente duro” para triunfar en los negocios. La familia fue desahuciada cuando Mellody era muy pequeña.
La niña tiró para adelante, fue la mejor de su clase y se la rifaron las mejores universidades. Gracias a su madre, aprendió a ser una persona independiente, resolutiva y capaz. Si la invitaban a un cumpleaños, por ejemplo, su madre no la dejaba ir hasta que supiera cómo llegar ella por sí sola y cómo resolver el tema del regalo. Así, durante su infancia y adolescencia se buscó ella misma la vida. 
Hobson empezó a salir con el director y productor George Lucas en 2006, después de que se conocieron en una conferencia. Hobson y Lucas anunciaron su compromiso en enero de 2013, y se casaron el 22 de junio de 2013, en el Rancho Skywalker de Lucas. Tienen una hija, Everest Hobson Lucas, quién nació mediante gestación subrogada en agosto de 2013.